# Маджмут Діоп
Маджмут Діоп (фр. Majhemout Diop; 30 вересня 1922, Сен-Луї (Сенегал), Французька Західна Африка - 27 січня 2007) — сенегальський політичний діяч, історик і суспільствознавець, автор робіт з питань класової структури африканських товариств.

## Біографія
Закінчивши фармацевтичне училище в Дакарі, в 1950—1956 роках здобував вищу освіту в закордонних університетах.
Після повернення з навчання на батьківщину взяв активну участь у створенні в 1957 році Африканської Партії незалежності Сенегалу (АПНС, попередниця Партії незалежності і праці Сенегалу) і був обраний її першим генеральним секретарем.
Після заборони урядом Леопольда Седара Сенгора діяльності АПНС в 1960 році вирушив у політичну еміграцію до Гвінеї. Залишався у вигнанні до 1976 року, працюючи в інституті гуманітарних наук у Малі.
У 1967 році Національна конференція АПНС ухвалила рішення про відсторонення Діопа з посади генерального секретаря за «порушення статуту партії», змінивши на Сейду Сіссоко. Коли на II з'їзді 1972 року, що відбувся в Дакарі в підпільних умовах, Маджмут Діоп був взагалі виключений з АПНС, партія повністю опинилася в руках Сіссоко.
У 1976 році правляча Соціалістична партія Сенегалу дозволила легальне існування суперницьких політичних сил. Маджмут Діоп з послідовниками зуміли зареєструвати оновлену африканську партію незалежності (АПН-оновлення, PAI-Rénovation) і обійти АПНС в ролі дозволеної марксистської опозиції.

## Твори
- Contribution à l’étude des problèmes politiques en Afrique Noire, P., 1959.
- Classes et idéologic de classe au Sénégal, [Dakar, 1963].
- Histoire des classes sociales dans l'Afrique de l'Ouest, v. 1—2, P.: L'Harmattan, 1971—1972.
- Étude sur le salariat (Haut-Sénégal-Niger, Soudan, Mali) (1884—1969), I.S.H.M, 1975.
- Mémoires de luttes, Présence Africaine, 2007.